# ایاوونومبی ووهیبولا
ایاوونومبی ووهیبولا (به لاتین: Iavonomby Vohibola) یک منطقهٔ مسکونی در ماداگاسکار است که در هائوته ماتسیاترا واقع شده‌است. ایاوونومبی ووهیبولا ۳۶٫۵۱ کیلومتر مربع مساحت و ۱۱٬۵۲۶ نفر جمعیت دارد و ۱٬۱۰۹ متر بالاتر از سطح دریا واقع شده‌است.